# Левановское сельское поселение
Левановское сельское поселение — упразднённое муниципальное образование в составе Фалёнского района Кировской области России.
Центр — деревня Леваны.

## История
Левановское сельское поселение образовано 1 января 2006 года согласно Закону Кировской области от 07.12.2004 № 284-ЗО.
В январе 2020 года в соответствии с Законом Кировской области от 20.12.2019 № 331-ЗО Левановское сельское поселение было упразднено и объединено с другими муниципальными образованиями района в Фалёнский муниципальный округ.

## Население
| 2010 | 2012 | 2013 | 2014 | 2015 | 2016 | 2017 |
| ---- | ---- | ---- | ---- | ---- | ---- | ---- |
| 637  | ↘618 | ↘597 | ↘584 | →584 | ↗591 | ↘578 |
| 2018 | 2019 | 2020 |      |      |      |      |
| ↘547 | ↘511 | ↘496 |      |      |      |      |

## Состав сельского поселения
| № | Населённый пункт | Тип населённого пункта          | Население |
| - | ---------------- | ------------------------------- | --------- |
| 1 | 1083 км          | железнодорожная казарма         | 5         |
| 2 | Елинцы           | деревня                         | 11        |
| 3 | Леваны           | деревня, административный центр | ↘562      |
| 4 | Леваны           | железнодорожный разъезд         | 2         |
| 5 | Плесо            | деревня                         | 51        |
| 6 | Плешки           | деревня                         | 2         |
| 7 | Тютрюмы          | деревня                         | 0         |
| 8 | Черноус          | железнодорожный разъезд         | 4         |